# NIJB ijshockey bekercompetitie 2015/16
De NIJB bekercompetitie 2015/16 was de 46e editie van het nationale ijshockeybekertoernooi dat georganiseerd wordt door de Nederlandse IJshockey Bond.
De reguliere competitie ging van start op vrijdag 2 oktober, twaalf dagen na de openingswedstrijden van het ijshockeyseizoen in Nederland om de Ron Bertelingschaal en zeven dagen na de start van de nieuwe BeNe-league ijshockeycompetitie. Na afloop van de competitie, waaraan vijf teams deelnamen, speelden de top-4 in de play-off om de bekertitel. Hierin kwamen de nummers ‘1’ en ‘4’ en de nummers ‘2’ en ‘3’ in de halve finale tegen elkaar uit in een 'best-of-three'. De beide winnaars van deze duels speelden de bekerfinale op zaterdag 30 januari 2016 in het IJssportcentrum in Eindhoven.
De bekerhouder van het seizoen 2014/15, Destil Trappers Tilburg, nam niet deel aan deze competitie. Het eerste team van de club speelde dit seizoen voor het eerst geheel buiten de Nederlandse grenzen; het team kwam uit in de Oberliga-Nord, op het derde niveau in het Duitse ijshockey. Wel nam het toekomstteam van Tilburg Trappers deel, naast de eerste teams van AHOUD Devils Nijmegen, Laco Eaters Limburg, ProClass Dordrecht Lions en UNIS Flyers.
UNIS Flyers Heerenveen veroverde voor de elfde keer de beker door in de finale Laco Eaters Limburg uit Geleen met 4-1 te verslaan.

## Competitie
Puntentelling
Een gewonnen wedstrijd leverde drie punten op. Bij een gelijkspel volgde een verlenging (4-tegen-4) van maximaal vijf minuten, eventueel gevolgd door een penaltyshoot-out. Het team dat scoorde won de wedstrijd met één doelpunt verschil. De winnaar kreeg twee punten, de verliezer één punt.

### Eindstand
| \| # \| Club \| AW \| W \| GW \| GV \| V \| Pnt \| V-T \| \| - \| ------------------------ \| -- \| - \| -- \| -- \| - \| --- \| ----- \| \| 1 \| UNIS Flyers Heerenveen \| 8 \| 7 \| 0 \| 0 \| 1 \| 21 \| 54-14 \| \| 2 \| Laco Eaters Limburg \| 8 \| 7 \| 0 \| 0 \| 1 \| 21 \| 48-25 \| \| 3 \| Tilburg Trappers TT \| 8 \| 4 \| 0 \| 0 \| 4 \| 12 \| 27-31 \| \| 4 \| AHOUD Devils Nijmegen \| 8 \| 2 \| 0 \| 0 \| 6 \| 06 \| 17-38 \| \| 5 \| ProClass Dordrecht Lions \| 8 \| 0 \| 0 \| 0 \| 8 \| 0 \| 19-57 \| | Legenda eindstand AW = aantal wedstrijden WP = winstpartij (3 punten) GW = gelijk en gewonnen na verlenging (2 punten) GV = gelijk en verloren na verlenging (1 punt) V = verloren partij (0 punten) Pnt = totaal punten v-t = doelpunten voor/tegen |    |   |    |    |   |     |       |
| # | Club | AW | W | GW | GV | V | Pnt | V-T   |
| 1 | UNIS Flyers Heerenveen | 8  | 7 | 0  | 0  | 1 | 21  | 54-14 |
| 2 | Laco Eaters Limburg | 8  | 7 | 0  | 0  | 1 | 21  | 48-25 |
| 3 | Tilburg Trappers TT | 8  | 4 | 0  | 0  | 4 | 12  | 27-31 |
| 4 | AHOUD Devils Nijmegen | 8  | 2 | 0  | 0  | 6 | 06  | 17-38 |
| 5 | ProClass Dordrecht Lions | 8  | 0 | 0  | 0  | 8 | 0   | 19-57 |

### Uitslagen
| Datum | Thuisteam   | Uitslag | Periodestanden | Uitteam     |
| ----- | ----------- | ------- | -------------- | ----------- |
| 02/10 | Trappers TT | 2-4     | 0-0, 2-1, 0-3  | Eaters      |
| 09/10 | Devils      | 5-2     | 1-1, 2-1, 2-0  | Lions       |
| 09/10 | Flyers      | 9-1 *   | 3-1, 3-0, 3-0  | Trappers TT |
| 11/10 | Eaters      | 4-2 *   | 2-0, 0-1, 2-1  | Flyers      |
| 11/10 | Trappers TT | 3-0     | 0-0, 1-0, 2-0  | Devils      |
| 31/10 | Eaters      | 5-3     | 2-0, 2-1, 1-2  | Lions       |
| 31/10 | Flyers      | 4-2     | 3-1, 0-0, 1-1  | Devils      |
| 01/11 | Lions       | 1-10    | 0-2, 1-2, 0-6  | Flyers      |
| 13/11 | Devils      | 3-6     | 0-3, 1-1, 2-2  | Eaters      |
| 14/11 | Lions       | 3-5     | 2-2, 0-1, 1-2  | Trappers TT |

| Datum | Thuisteam   | Uitslag | Periodestanden | Uitteam     |
| ----- | ----------- | ------- | -------------- | ----------- |
| 15/11 | Eaters      | 10-1    | 2-0, 5-1, 3-0  | Devils      |
| 15/11 | Trappers TT | 10-5    | 4-0, 4-4, 2-1  | Lions       |
| 04/12 | Devils      | 2-4     | 0-1, 0-1, 2-2  | Trappers TT |
| 04/12 | Flyers      | 9-5     | 3-0, 2-3, 4-2  | Eaters      |
| 06/12 | Lions       | 2-3     | 1-0, 1-1, 0-2  | Devils      |
| 06/12 | Trappers TT | 0-5     | 0-0, 0-0, 0-5  | Flyers      |
| 18/12 | Flyers      | 8-0     | 2-0, 3-0, 3-0  | Lions       |
| 19/12 | Lions       | 3-11    | 1-3, 1-6, 1-2  | Eaters      |
| 20/12 | Devils      | 1-7     | 0-3, 1-2, 0-2  | Flyers      |
| 20/12 | Eaters      | 3-2     | 1-0, 1-1, 1-1  | Trappers TT |

## Play-off

### Halve finale
De halve finale werd door middel van een “best-of-3” gespeeld. Het hoogst geëindigde team in de competitie verkreeg het thuisvoordeel.
| Competitie #1 - #4 |           |                                 |                |         |
| Datum              | Thuisteam | Uitslag                         | Periodestanden | Uitteam |
| 06/01              | Flyers    | Wedstrijd afgelast i.v.m. ijzel | Devils         |         |
| 08/01              | Devils    | 1-2 np                          | 0-0, 0-0, 1-1  | Flyers  |
| 13/01              | Flyers    | 3-1                             | 1-1, 2-0, 0-0  | Devils  |

| Competitie #2 - #3 |             |         |                |             |
| Datum              | Thuisteam   | Uitslag | Periodestanden | Uitteam     |
| 27/12              | Eaters      | 7-2     | 1-1, 2-0, 4-1  | Trappers TT |
| 05/01              | Trappers TT | 4-1     | 1-1, 2-0, 1-0  | Eaters      |
| 12/01              | Eaters      | 6-2     | 3-0, 1-0, 2-2, | Trappers TT |

### Finale
De finale werd op zaterdag 30 januari 2016 in het ijssportcentrum in Eindhoven gespeeld.
| Datum | Winnaar                | Uitslag | Periodestanden | Finalist            |
| ----- | ---------------------- | ------- | -------------- | ------------------- |
| 30/01 | UNIS Flyers Heerenveen | 4-1     | 1-0, 1-0, 2-1  | Laco Eaters Limburg |